# Rotflügellerche

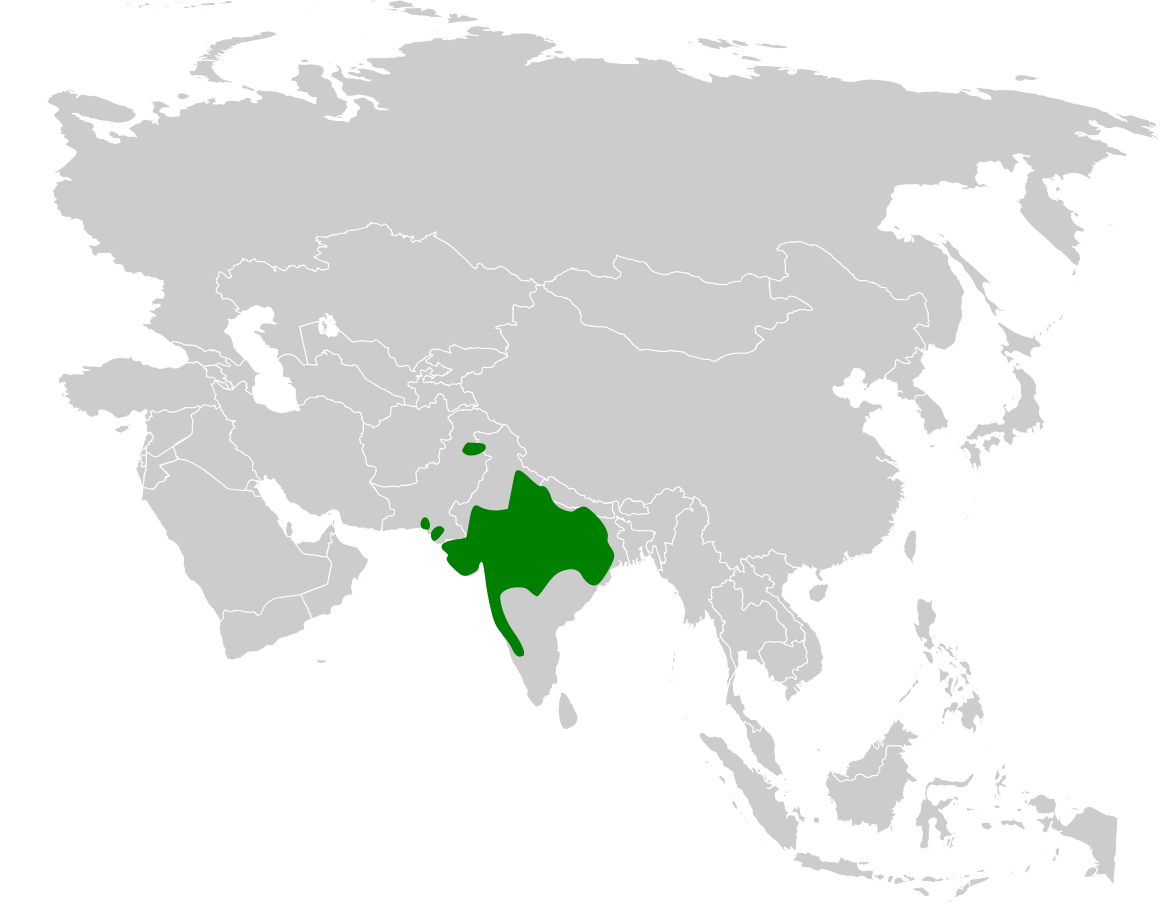
Verbreitungsgebiet der Rotflügellerche

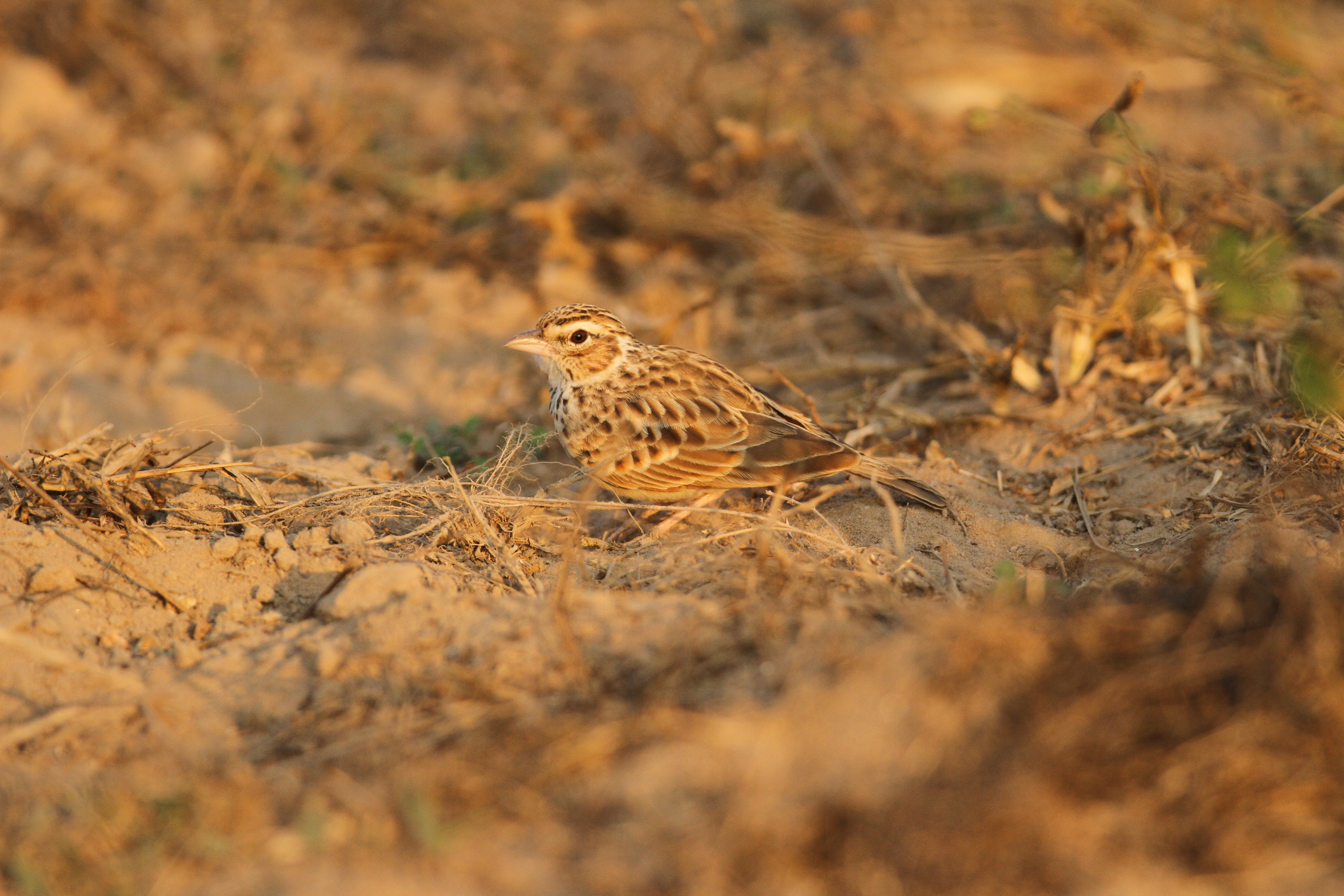
Gut getarnte Rotflügellerche

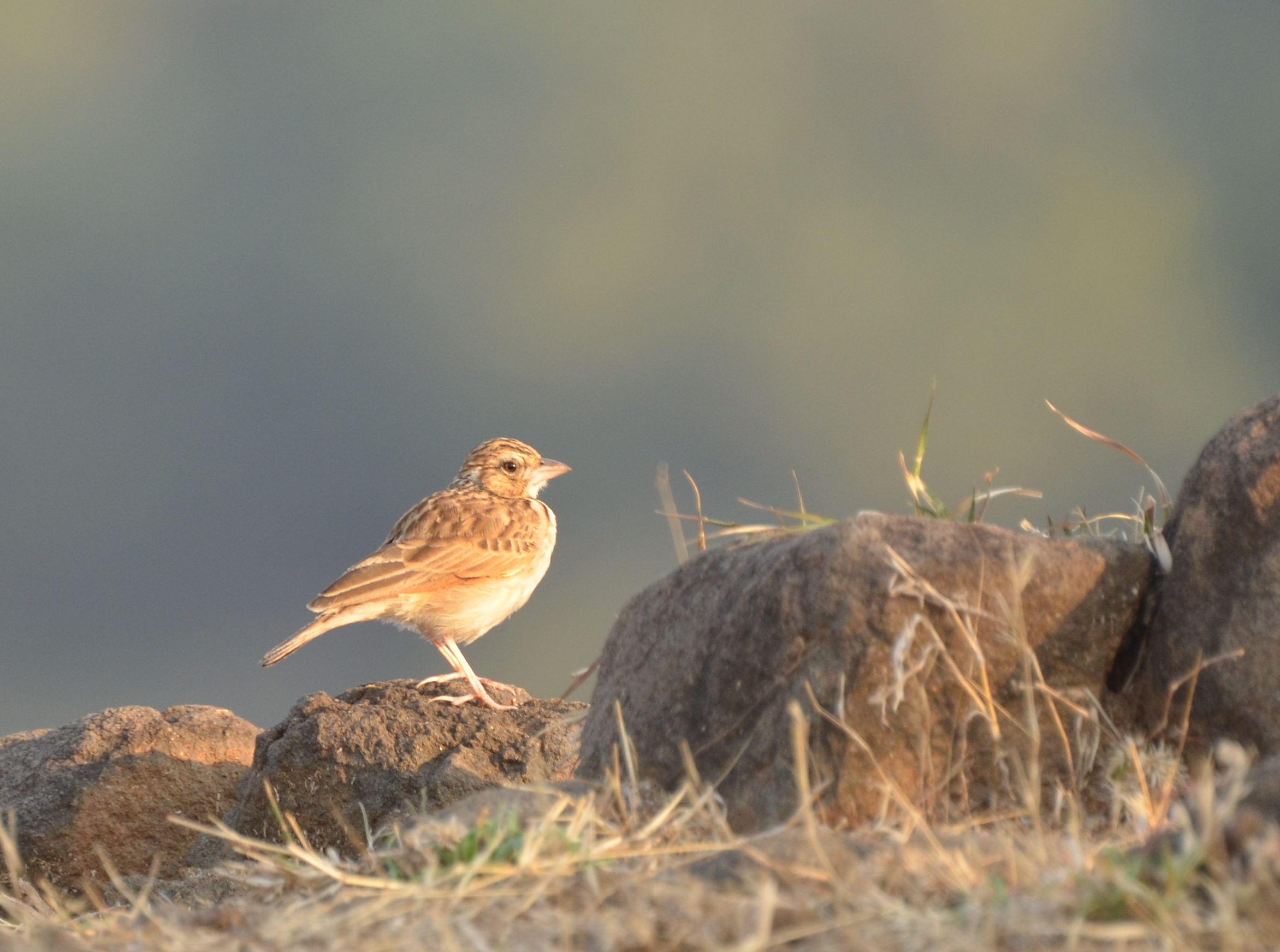
Rotflügellerche

Die Rotflügellerche (Mirafra erythroptera) ist eine Art aus der Familie der Lerchen. Ihr Verbreitungsgebiet liegt in Südostasien. Namensgebend sind die auffallend leuchtend rotbraunen Schwingen, die besonders im Flug auffallen. Sie zählt damit zu einer der vergleichsweise wenigen Mirafra-Arten, die auf diesem Kontinent beheimatet sind.
Die Bestandssituation der Rotflügellerche wird von der IUCN mit ungefährdet (least concern) eingestuft.

## Merkmale
Die Rotflügellerche ist deutlich kleiner als eine Feldlerche, entspricht ihr aber im Habitus. Sie erreicht eine Körperlänge von etwa 14 Zentimetern, wovon 4,6 bis 5,6 Zentimeter auf den Schwanz entfallen. Die Schnabellänge beträgt vom Schädel aus gemessen 1,3 bis 1,5 Zentimeter. Sie wiegen durchschnittlich etwa 21 Gramm. Es besteht kein auffallender Geschlechtsdimorphismus.
Die Rotflügellerche ist oberseits rötlichbraun bis aschbraun mit schwärzlicher Längsstreifung. Die braunen Schwingen sind breit rötlich gesäumt, das Rotbraun an den Säumen der Handschwingen geht dabei ohne scharfe Abgrenzung in das Braun der Federmitten über. Das Kinn und die Kehle sind weißlich, die übrige Körperunterseite ist hell gelbbräunlich, die Brust dunkelbraun bis schwärzlich gesprenkelt. Der Schwanz ist schwärzlich braun. Die sechste (äußerste) Steuerfeder hat weißliche bis weißlich-rötliche Außenfahnen. Der Oberschnabel ist dunkelbraun, der Unterschnabel gelblich hornfarben. Die Füße sind hell rötlich. Die Iris ist braun.

## Verwechselungsmöglichkeiten
Im Verbreitungsgebiet der Rotflügellerche kommen sowohl die Bengalenlerche als auch die Jerdonlerche vor. Bei Feldbeobachtungen ist sie von der sehr ähnlichen Bengalenlerche kaum zu unterscheiden. In der Hand lässt sie sich durch die breiteren und weniger scharf abgegrenzten Säume der Handschwingen von dieser Art unterscheiden. Im Vergleich zur Jerdonlerche hat sie einen kürzeren Schnabel und ein längeres Schwanzgefieder.

## Verbreitungsgebiet und Lebensraum
Die Rotflügellerche kommt in Pakistan und in weiten Teilen Indiens vor. Ihr Lebensraum sind steinige Halbwüsten, die nur schütter mit Büschen und Sträuchern bestanden sind. Sie kommt außerdem auf brachliegenden Feldern sowie auf Weideland vor, die einen spärlichen Bewuchs mit Wolfsmilch-Büschen aufweist. Sie ist auch entlang von Feuchtgebieten anzutreffen, wenn die dortige Bodenfarbe ihrem Gefieder entspricht.

## Lebensweise
Die Rotflügellerche frisst Sämereien sowie Arthropoden. Die Brutzeit ist abhängig von der geographischen Lage, im Norden ihres Verbreitungsgebietes liegt sie im Zeitraum von April bis September.
Wie alle Lerchen ist sie ein Bodenbrüter, der ein napfförmiges Nest in einer Erdmulde baut. Dieses befindet sich meist im Schutz eines Grashorstes oder eines Dornenstrauches und wird mit feinerem Grasmaterial ausgelegt. Das Nest ist nur gelegentlich überwölbt. Das Gelege besteht in der Regel aus zwei bis vier Eiern. Die Eier sind gelblich bis hell gräulich und weisen bräunliche und kleine graue Flecken auf. Die Fortpflanzungsbiologie der Kotflügellerche ist allerdings noch nicht abschließend untersucht, da sich ihre Nester nicht immer eindeutig von denen der Bengalenlerche unterscheiden lassen.

## Einzelbelege
1. 1 2  Pätzold: Kompendium der Lerchen. S. 127.
2. ↑  Pätzold: Kompendium der Lerchen. S. 128.